# Huis Egmont
Het huis Egmont (ook wel Egmond) is een adellijk geslacht, voortgekomen uit de advocati (voogden) van de Egmondse Sint-Adelbertabdij, die gesticht werd door graaf Dirk I van Holland. Als stamvader kan Wouter van Egmont (1208) worden genoemd, die regeerde in het kasteel Egmond nabij de abdij. Er zijn nog drie andere takken van het geslacht: Egmont van Merenstein (tot 1559), Egmont van Kenenburg (tot 1703) en Egmont van Nijenburg (tot 1747).
Uit stamboomonderzoek van historicus Jos Hof blijkt dat het huis Egmont verwantschap heeft met het huidige Nederlandse, Noorse, Deense, Zweedse, Belgische en Luxemburgse koningshuis.

## Geschiedenis

Het wapen van Egmont

### Oorsprong
Dit Hollandse geslacht is ontstaan doordat de leden van het huis optraden als voogd en dus beschermer van de abdij van Egmond. De ligging van de abdij en het gebied van de heren van Egmont in het uiterste noorden van het graafschap Holland zorgde ervoor dat leden uit het huis Egmont betrokken werden bij de strijd van de graaf met de West-Friezen. Deze strijd zorgde voor verliezen, maar droeg uiteindelijk door aanhoudend succes bij aan de opkomst van het huis Egmont als een vooraanstaande familie in de Nederlandse geschiedenis.

### Opkomst
Voor hun steun aan de graven van Holland werden de Egmonds beloond met verschillende bezittingen in het veroverde West-Friesland, zoals de heerlijkheid Warmenhuizen en Harenkarspel, die geruild werd met Floris de Voogd voor de heerlijkheden Oudkarspel, Oterleek en de heerlijkheid Spanbroek. In 1283 werd Willem II van Egmont door Floris V van Holland benoemd tot heer van Egmont. Vanaf dit moment waren de Egmonds niet meer ondergeschikt aan de abdij, maar aan de graaf van Holland.
Door een goede huwelijkspolitiek en erfenissen weten de Egmonds de bezittingen in de Nederlanden steeds verder uit te breiden, waardoor ze een van de rijkste families van de Nederlanden worden. Zo erfde Jan I van Egmont in 1363 door zijn huwelijk met de dochter van Arnold van IJsselstein de Baronie IJsselstein. Ook voor bewezen diensten kreeg het huis Egmont de nodige bezittingen toegewezen. Zo krijgt Arnold van Egmont in 1398 de heerlijkheid Ameland in zijn bezit voor bewezen diensten aan de Graaf van Holland. Als het huis van Arkel in 1428 uitsterft komt ook een deel van diens bezittingen aan het huis Egmont. Het huis Egmont speelde een grote rol in de Hoekse en Kabeljauwse twisten waar ze aan de zijde van de Kabeljauwen vechten.

### Hoogtepunten

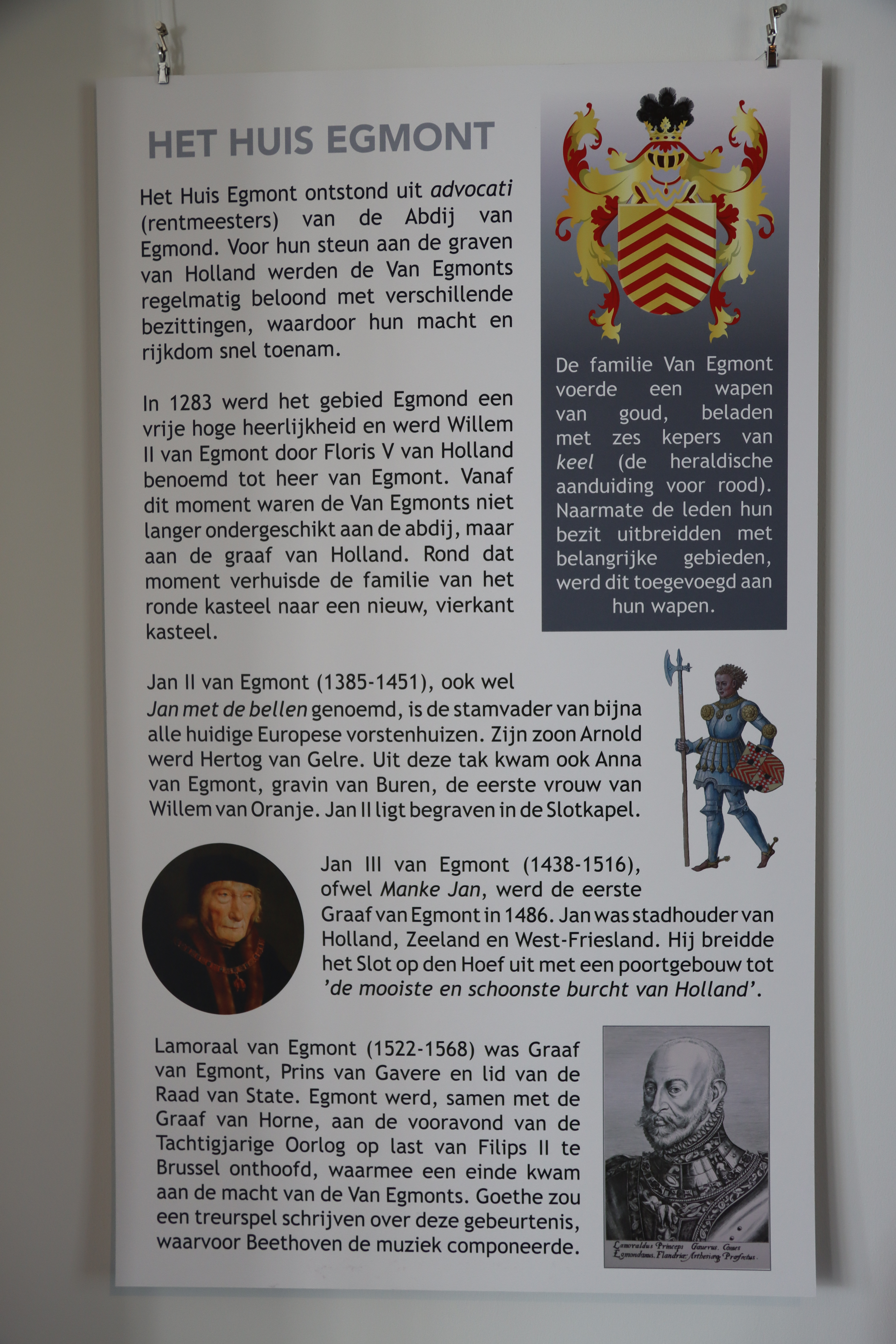
Huis Egmont, bezoekerscentrum Huys Egmont, Egmond aan den Hoef

#### Hertogen van Gelre
Een enorme stap in macht en aanzien van het huis komt in 1423. Door de succesvolle huwelijkspolitiek erft de achterneef van de overleden hertog Reinoud IV, Arnold van Egmont, het Hertogdom Gelre, wat leidt tot de Tweede Gelderse Successieoorlog. Na de dood van Jan II van Egmont worden de bezittingen verdeeld over zijn twee oudste zonen. Arnold krijgt naast zijn al eerder verkregen hertogdom Gelre de bezittingen van de familie in ditzelfde hertogdom Gelre. Zijn tweede zoon, Willem IV van Egmont, krijgt de overige bezittingen, zoals de heerlijkheid Egmont en de baronie IJsselstein. Uiteindelijk weten drie generaties, hoewel met veel onrust, hun gezag over Gelre te vestigen. Arnold wordt als kleinzoon van de overleden hertog door de staten van Gelre tot opvolger gekozen. Rooms-koning Sigismund wijst echter Adolf van Gulik aan als opvolger. Na de Tweede Gelderse successieoorlog breekt een periode van relatieve rust aan in het hertogdom.
In 1465 werd Arnold met hulp van Filips de Goede door zijn zoon en opvolger Adolf gevangen gezet, waarna Adolf hertog van Gelre werd. Karel de Stoute, de opvolger van Filips, herstelde Arnold in zijn gezag en zette Adolf gevangen. Als dank hiervoor benoemde Arnold de Hertog van Bourgondië als zijn erfgenaam. De Staten van Gelre waren het hier weer niet mee eens en benoemden de verstoten zoon van Arnold, Adolf, als hertog. Karel de Stoute bezette hierop Gelre om zijn gezag te doen gelden. Adolf werd gevangen gezet in Hesdin. Toen hertog Karel bij de slag bij Nancy in 1477 sneuvelde, werd Adolf vrijgelaten, maar bood zijn diensten aan de dochter van Karel de Stoute, Maria van Bourgondië, aan. Hij kreeg als opdracht het gezag van Maria in het graafschap Vlaanderen te herstellen. Omdat het niet waarschijnlijk was dat Adolf spoedig terug zou keren naar Gelre, drongen de Staten erop aan dat Adolf zijn ongetrouwde zus, Catharina van Egmont, benoemde tot regentes. Adolf sneuvelde voor de poorten van de Vlaamse stad Doornik en zo werd Catharina ook regentes voor haar 10-jarige neefje Karel van Egmont.
In 1492 nam Karel zelf het bestuur over. Tijdens zijn bestuur had Keizer Karel V zijn zinnen gezet op het hertogdom. Dit liep uit op de Gelderse oorlogen. Karel kon nog enige tijd de zelfstandigheid van het hertogdom bewaren met de hulp van de veldheer Maarten van Rossum. In 1538 overleed Karel kinderloos en erfde Willem V van Kleef het hertogdom. Hiermee eindigde de 115-jarige heerschappij van het huis Egmont over het hertogdom Gelre. Het hertogdom werd aan het einde van de Gelderse oorlogen in 1543 ingelijfd door Keizer Karel bij de Bourgondische Nederlanden.

#### Graven van Egmont

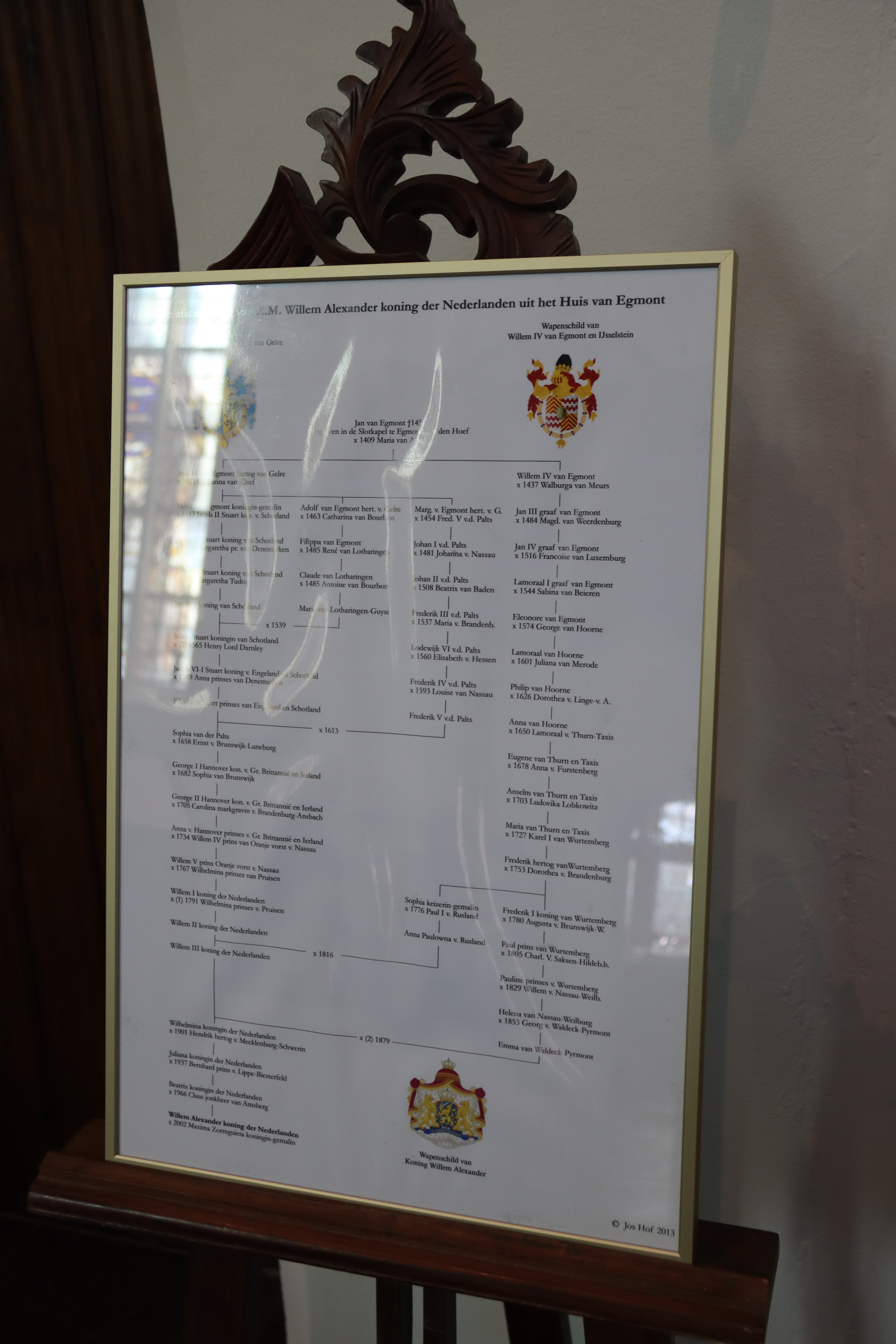
Verwantschap tussen Huis Egmont en Willem-Alexander der Nederlanden

Willem IV verdeelde zijn bezittingen bij zijn dood, waardoor er weer twee takken ontstonden. Zijn oudste zoon Jan III erfde de heerlijkheid Egmont, en zijn tweede zoon, Frederik van Egmont, de baronie IJsselstein en door zijn huwelijk de heerlijkheid Buren.
Jan III werd voor bewezen diensten in 1486 door Keizer Maximiliaan verheven tot graaf van Egmont. Ook was hij van 1483 tot 1515 Stadhouder van Holland, Zeeland en West-Friesland. Hij verwierf de heerlijkheden Purmerend, Purmerland en Ilpendam, Baer en Lathum en Hoog- en Aartswoud(e). Hij werd opgevolgd door zijn derde zoon, Jan IV van Egmont. Zijn vierde zoon George werd bisschop van Utrecht.
Zijn kleinzoon Lamoraal I is de bekendste telg uit het huis Egmont. Lamoraal streed in de derde Gelderse successieoorlog aan de zijde van Keizer Karel en veroverde de Gelderse stad Düren. Hierna liet hij de stad in brand steken en de inwoners vermoorden, om zo een voorbeeld te stellen voor de andere Gelderse steden. Deze actie droeg in grote mate bij aan het beëindigen van de oorlog en het inlijven van Gelre bij de Bourgondische Nederlanden.
Als veldheer in het leger van de keizer en later de Spaanse koning was hij zeer succesvol, wat tezamen met zijn huwelijk met de Duitse prinses Sabina van Beieren ervoor zorgde dat zijn rijkdom en aanzien nog meer stegen. In 1557 erfde hij van zijn moeder onder andere het prinsdom Gavere, waardoor hij zich voortaan naast graaf ook prins mocht noemen. In 1559 werd hij stadhouder van Vlaanderen en Artesië en bereikte het huis Egmont het toppunt van zijn macht.

#### Graven van Buren en Leerdam
Het tweede kind van heer Jan II van Egmond, Willem (1412-1483), erfde van zijn vader de heerlijkheid Egmont en kreeg drie zonen, waaronder Frederik van Egmond, graaf van Buren-Leerdam (?-1521). Hij kreeg de gebieden van Maximiliaan van Oostenrijk, omdat Egmond hem had gered uit Brugge. Deze tak had veel invloed, want onder de leden waren stadhouders van Holland, Friesland en Groningen. Deze tak stierf uit met Anna van Egmond van Buren (1533-1558), die trouwde met Willem van Oranje, waarna de bezittingen overgingen op het huis van Oranje.

### Ondergang
Lamoraal was samen met Willem van Oranje en Filips van Montmorency, de graaf van Horne, verwikkeld in een politiek machtsspel tussen de koning van Spanje, die vertegenwoordigd werd door kardinaal Granvelle, en de Nederlandse adel waarvan deze drie de hoogste vertegenwoordigers waren. Na het vertrek van Granvelle verzoende Lamoraal zich met de Spaanse koning, maar kort daarna brak op 10 augustus 1566 de beeldenstorm uit. Als reactie hierop stuurde Filips II de hertog van Alva naar de Nederlanden om de orde te herstellen. De graaf van Egmont waande zich als ridder in de orde van het Gulden Vlies onschendbaar, maar werd door de hertog van Alva op 9 september 1567 gearresteerd, samen met Horne. Willem van Oranje was al voor de komst van Alva naar Dillenburg gevlucht en ontsprong de dans. Lamoraal van Egmont werd door de raad van beroerten ter dood veroordeeld, en op 5 juni 1568 samen met de graaf van Horne op de Grote Markt te Brussel onthoofd. De goederen van de graaf werden verbeurd verklaard en kwamen toe aan de Spaanse koning.
Nadien wisten de erfgenamen van de graaf nog wel diverse bezittingen terug te krijgen, maar door schulden en het verloop van de Tachtigjarige Oorlog raakten ze de meeste van hun bezittingen kwijt en zouden het aanzien van weleer niet meer bereiken.
Filips van Egmont (1558-1590) streed in dienst van de Spaanse kroon. Lamoraal II van Egmont (1565-1617), een zoon van Lamoraal I werd beschuldigd van medeplichtigheid aan een aanslag op Willem van Oranje en verkocht in 1607 Egmond en Purmerend aan de Staten van Holland, waarmee het graafschap kwam te vervallen. De daaropvolgende Egmonts (Karel II, Lodewijk, Lodewijk Filips, Lodewijk Ernest, Procopo Frans) verbleven meestal in het huidige België. Met het overlijden van Maria Clara van Egmont (1661-1714) hield dit geslacht uiteindelijk op te bestaan en werden hun bezittingen overgeërfd door de familie Pignatelli.

## Bastaardtakken

### Heren Van Egmond van de Nijenburg

Het wapen van Egmont van Nijenburg

Deze tak is voortgekomen uit de zoon (heimelijk huwelijk) van Willem IV Graaf van Egmond, heer van IJsselstein, Leerdam en Stadhouder van Gelre. Zijn zoon Gerrit Willemsz I van der Nijenburg is de stamvader van deze tak. Zij waren eerst kastelein van de Nieuwburg te Oudorp en bewoonden dit kasteel. De familie was invloedrijk en bezette vele bestuurlijke functies als vroedschap, schepen en burgemeester van Alkmaar, tevens als leden van de Staten van Holland en West Friesland. Jan van Egmont van de Nijenburg (1618-1712) was door Keizer Leopold verheven tot Baron van het Heilige Roomse Rijk, en schepen en burgemeester van Alkmaar, hij woonde in het Hof van Sonoy te Alkmaar. Vanaf begin 18e eeuw bewoonden ze het landgoed Nijenburg te Heiloo. Johan Aegidius van Egmont van de Nijenburg ((1693-1747, Ambassadeur van Napels) stierf zonder mannelijke nakomelingen, waarna deze officiële tak uitstierf. Zoals in het Vaderlands Woordenboek deel XIII (door Jacobus Kok) staat beschreven, waren er nog nakomelingen die beweren afkomstig te zijn uit dit geslacht.

### Heren van Egmont van Meerestein

Het wapen van Egmont van Meerestein

Het huis Egmont van Meerestein is een zijtak van het huis Egmont, vermoedelijk ontstaan als bastaardtak. Over het ontstaan is niet heel veel bekend maar wel dat Wouter van Egmont op 10 maart 1280 van zijn zwager Sijmen van Haarlem beleend werd met Meerestein. Het kasteel Meerestein was gelegen tussen Heemskerk en Wijk en Duin, het huidige Beverwijk.
Meerestein ging over op de tweede zoon van Wouter, Floris van Egmond, die stamvader werd van het geslacht Meerestein. Zijn kleinzoon Jan van Egmond was de eerste die zich Van Meerestein liet noemen, rond het jaar 1330. De daarop volgende vier heren heetten allemaal Albrecht van Egmont van Meerestein.
In 1429 maakte Jacoba van Beieren bezwaar tegen de belening van het bezit. Zij beval de leenbrief te onderzoeken op echtheid. Eigenlijk was dit een overbodige actie, omdat Albrecht nog in het bezit was van de originele leenbrief uit 1250, compleet met zegel van Sijmon van Haarlem. Tijdens het onderzoek liet Jan van der Neck, de biechtvader van Jacoba van Beieren, de brief per ongeluk of met opzet uit zijn handen vallen. Het zegel brak uiteen, waarmee de leenbrief ongeldig was geworden. De raad liet een proces-verbaal opstellen van het gebeurde met de toevoeging dat de leenbrief niet ongeldig was, ook al ontbrak het zegel.
Bij de opstand van het kaas- en broodvolk werd het kasteel Meerestein bezet door het leger van Saksen en werd de 77-jarige Albrecht gevangengenomen. Na een flink losgeld werd hij weer vrijgelaten.
De heren van Egmont van Meerestein komen we weer tegen aan het begin van de Nederlandse opstand als ondertekenaars van het Eedverbond der edelen. Beide zijn zoons van Jan van Egmont van Meerestein en Emelia van Grombach. Het gaat om Frederik van Egmont van Merenstein (1543-1615) en zijn broer Albrecht van Egmont van Merenstein, die overleed in 1596. Albrecht was betrokken bij de watergeuzen, onder andere bij de inname van Den Briel en het beleg van Haarlem en Gouda. Hij was gehuwd met Sara van Brederode, dochter van Reinoud van Brederode. Albrecht correspondeerde regelmatig met Willem van Oranje, en werkte samen met Hendrik van Brederode, heer van Vianen. Zo stond hij Hendrik bij in zijn poging Amsterdam te bezetten.

### Heren van Egmont van Kenenburg

Het wapen van Egmont van Kenenburg

Door het huwelijk van Albrecht van Egmont van Meerestein (1426-1487) met Haze de Blote van Lievenburgh (1429-1469) kwam kasteel Kenenburg omstreeks 1460 in het bezit van de tak Egmont van Meerestein. De bekendste telg uit het geslacht van Egmont van Kenenburg is Otto van Egmont van Merestein. De vader van Otto, Adriaan van Egmont van Kenenburg was luitenant-stadhouder van Holland, een van de hoogste militaire functies binnen het graafschap Holland.
Otto van Egmond maakte deel uit van het geslacht Van Egmond. Hij was de zoon van Adriaan van Egmond, heer van Kenenburg. Na het overlijden van zijn vader erfde Otto van Egmond in 1533 de Kenenburg, waar hij met zijn vrouw Agens Croesink woonde. Otto van Egmond had verschillende gewestelijke overheidsfuncties. Als staatsman was hij zeer succesvol en vanaf 1572 werd hij actief een drijvende kracht achter de opstand in de Nederlanden.
Zo was hij in 1574 als hoogheemraad betrokken bij de inundatie van de polders in de aanloop naar het ontzetten van Leiden.
Van Egmond werkte nauw samen met prins Willem van Oranje. Zo tekende hij in 1577, direct naast het zegel van Prins Willem de Pacificatie van Gent.
Otto stierf op 9 oktober 1586 en werd opgevolgd door zijn zoon Jacob.
Toen Jacob van Egmond van Kenenburg, de zoon van Otto, kinderloos stierf werd zijn neef, Otto van Zevender de eigenaar van het kasteel en hield het huis van Egmont van Kenenburg op te bestaan.

## Bekende telgen
- graaf Lamoraal van Egmont
- graaf Frederik van Egmont van Buren-Leerdam
- gravin Anna van Egmont van Buren
- hertog Arnold van Egmont van Gelre
- hertog Adolf van Egmont van Gelre
- hertog Karel van Gelre

## Bezittingen

### Heerlijkheid en graafschap Egmont
De heerlijkheid Egmont is het stamland van het huis Egmont, dat ontstaan is doordat de leden van het huis Egmont optraden als voogden van de abdij van Egmont. In 1283 werd de heerlijkheid verheven tot vrije- en hoge heerlijkheid door Floris V, graaf van Holland. In 1486 werd Jan III verheven tot graaf van Egmont. Dit hield in dat de Egmonts vanaf dat moment geen leenheer meer waren van de abdij, maar als Rijksgraaf direct onder de keizer van het Heilige Roomse Rijk vielen. Bezoekerscentrum Huys Egmont aan Kasteel Egmond belicht de geschiedenis van het huis Egmont.

### Prinsdom Gavere

Lamoraal Graaf van Egmond wapen

De heerlijkheid Gavere werd in 1519 door keizer Karel V verheven tot graafschap en vervolgens in 1540 tot prinsdom. Via zijn moeder Francisca van Luxemburg kwam het prinsdom in het bezit van Lamoraal I van Egmont, die zich vanaf dat moment ook prins van Gavere mocht noemen.

### Prinsdom Steenhuize
In de 15e eeuw stierf de mannelijke lijn van de oorspronkelijke familie Steenhuize uit en een dochter huwde met Jan Van Gruuthuze. De familie Gruuthuze zou de heerlijkheid Steenhuize vanaf 1416 tot een eind in de 16e eeuw in bezit hebben. Rond 1560 kwam de familie Gruuthuze in financiële moeilijkheden. Lamoraal I van Egmont nam de heerlijkheid, die verheven was tot prinsdom, in onderpand. Dit pand duurde tot 1568.

### Heerlijkheid en graafschap Buren

Maximiliaan van Egmont

De heerlijkheid Buren kwam in het bezit van het huis Egmont via Aleida van Culemborg, erfdochter van Buren. Ze trouwde in 1464 met Frederik van Egmont. Keizer Maximiliaan I verhief de heerlijkheid in 1498 tot graafschap. Met de dood van Maximiliaan van Egmont ging het bezit via zijn dochter Anna van Buren over naar het huis Oranje.

### Heerlijkheid en graafschap Leerdam
De heerlijkheid Leerdam komt in het bezit van het huis Egmont in 1428. In 1498 wordt de heerlijkheid samen met de heerlijkheid Buren verheven tot graafschap. Na de dood van Maximiliaan van Egmont ging het bezit via zijn dochter Anna van Buren over naar het huis Oranje.

### Graafschap Lingen
In 1519 droeg graaf Nicolaas IV van Tecklenburg het graafschap Lingen op als leen aan Karel van Egmont, hertog van Gelre. Omdat Nicolaas slechts vruchtgebruiker was van het graafschap, was deze actie niet rechtsgeldig. Op 3 november 1546 veroverde Keizer Karel V het graafschap en droeg dit meteen over aan Maximiliaan van Buren. Het bleef in het bezit van de Egmonts tot 1551, waarna de voogden van Anna van Buren het verkochten aan Karel V.

### Heerlijkheid Borssele, heerlijkheid Scherpenisse
In 1470 overleed Frank II van Borssele kinderloos. Hij liet zijn goederen na aan zijn zus, Eleonora van Borssele. Als echtgenoot van Aleid van Culemborg, kleindochter van Eleonora van Borssele, voerde Frederik van Egmont met goed gevolg strijd met zijn zwager Jasper van Culemborg om Eleonora's nalatenschap te krijgen voor zijn zoon Floris.

### Heerlijkheid Sint-Maartensdijk
De heerlijkheid Sint-Maartensdijk kwam in het bezit van het huis Egmont via Aleida van Culemborg, erfdochter van Sint-Maartensdijk. Ze trouwde in 1464 met Frederik van Egmont. Met de dood van Maximiliaan van Egmont ging het bezit via zijn dochter Anna van Buren over naar het huis Oranje.

### Heerlijkheid Kortgene
In 1522 overleed Frank van Borssele, zoon van Florens van Borssele de bastaardzoon van Frank II van Borssele. Deze liet de heerlijkheid Kortgene na aan Floris van Egmont, achterkleinzoon van Eleonora van Borssele. De heerlijkheid Kortgene was tot 1548 in het bezit van het huis Egmont, na de dood van Maximiliaan van Egmont ging het bezit via zijn dochter Anna van Buren over naar het huis Oranje.

### Hoge heerlijkheid Purmerend, Purmerland en Ilpendam
De hoge heerlijkheid van Purmerend, Purmerland en Ilpendam kwam in het bezit van Jan III van Egmont op 7 januari 1483. Het bleef in bezit tot het verbeurdverklaard werd bij de veroordeling van Lamoraal I van Egmont in 1568.

### Baronie IJsselstein
De baronie IJselstein kwam in 1369 in het bezit van het huis Egmont door het huwelijk van Jan I van Egmont met Guyotte van IJsselstein. Via Fredrik van Egmont kwam de baronie in het bezit van de tak Van Egmont - Van Buren. Na de dood van Maximiliaan van Egmont ging het bezit via zijn dochter Anna van Buren over naar het huis Oranje.

### Heerlijkheid Cranendonck en Eindhoven
Cranendonck en Eindhoven vormden feitelijk een eenheid. Deze baronie, waartoe ook de dorpen Budel, Maarheeze, Sterksel, Gastel en Soerendonk behoorden, werd in 1483 door Frederik van Egmont gekocht van de graaf van Horne, Jacob van Horne. De heerlijkheid Cranendonck en Eindhoven was tot 1548 in het bezit van het huis Egmont, na de dood van Maximiliaan van Egmont ging het bezit via zijn dochter Anna van Buren over naar het huis Oranje.

### Vrije heerlijkheid Ameland
In 1398 verpachtte de Hollandse graaf Albrecht Ameland en Het Bildt aan Arend van Egmont, heer van IJsselstein. In 1445 werd in de verklaring van Hartwerd bevestigd dat Ameland geen banden met Ferwerderadeel of de rest van Friesland had. De Egmonts zouden tot 1670 leenheer van Ameland blijven.

### Hertogdom Gelre
In 1423 stierf hertog Reinoud IV van Gelre kinderloos. De Staten van Gelre besloten de kleinzoon van zijn zus Johanna van Gulik te benoemen tot zijn opvolger. Dit was Arnold van Egmont. De heerschappij van de Egmonts over Gelre eindigde met de dood van Karel van Egmont in 1538.

### Graafschap Zutphen
In 1423 stierf hertog Reinoud IV van Gelre kinderloos. De staten van Gelre besloten de kleinzoon van zijn zus Johanna van Gulik te benoemen tot zijn opvolger. Dit was Arnold van Egmont. De heerschappij van de Egmonts over Zutphen eindigde met de dood van Karel van Egmont in 1538.

### Heerlijkheid Jaarsveld
Jaarsveld werd in 1490 door keizer Maximiliaan I geschonken aan Floris van Egmont als dank voor bewezen diensten. In 1494 werd het bezit weer over gedaan aan Jan van Vianen. Deze verkocht het in 1519 weer aan Floris van Egmont. De heerlijkheid Jaarsveld was tot 1548 in het bezit van het huis Egmont. Na de dood van Maximiliaan van Egmont ging het bezit via zijn dochter Anna van Buren over naar het huis Oranje.

### Bannerij van Bahr en Lathum
In 1456 overleed Walraven van Baer en liet zijn nicht Walburga van Meurs, die getrouwd was met Willem IV van Egmont, de bannerij van Bahr en Lathum na.
In 1562 verkocht graaf Lamoraal I van Egmont Bahr aan Dirk van Bronckhorst.

### Heerlijkheid Grave
Door het huwelijk van Floris van Egmont met Margaretha van Bergen verkreeg deze in 1500 van zijn schoonvader het pandschap van Grave en Kuik op voorwaarde, dat Cornelis van Bergen het kon behouden gedurende zijn leven. Na diens dood, in 1508, kreeg Floris het pandschap in 1509. Het slot te Grave was reeds bij de huwelijksvoorwaarden ter beschikking gesteld aan Floris en zijn vrouw, die daarvan ruimschoots gebruikgemaakt hebben. Zij verbleven gewoonlijk te Grave.

### Heerlijkheid Odijk

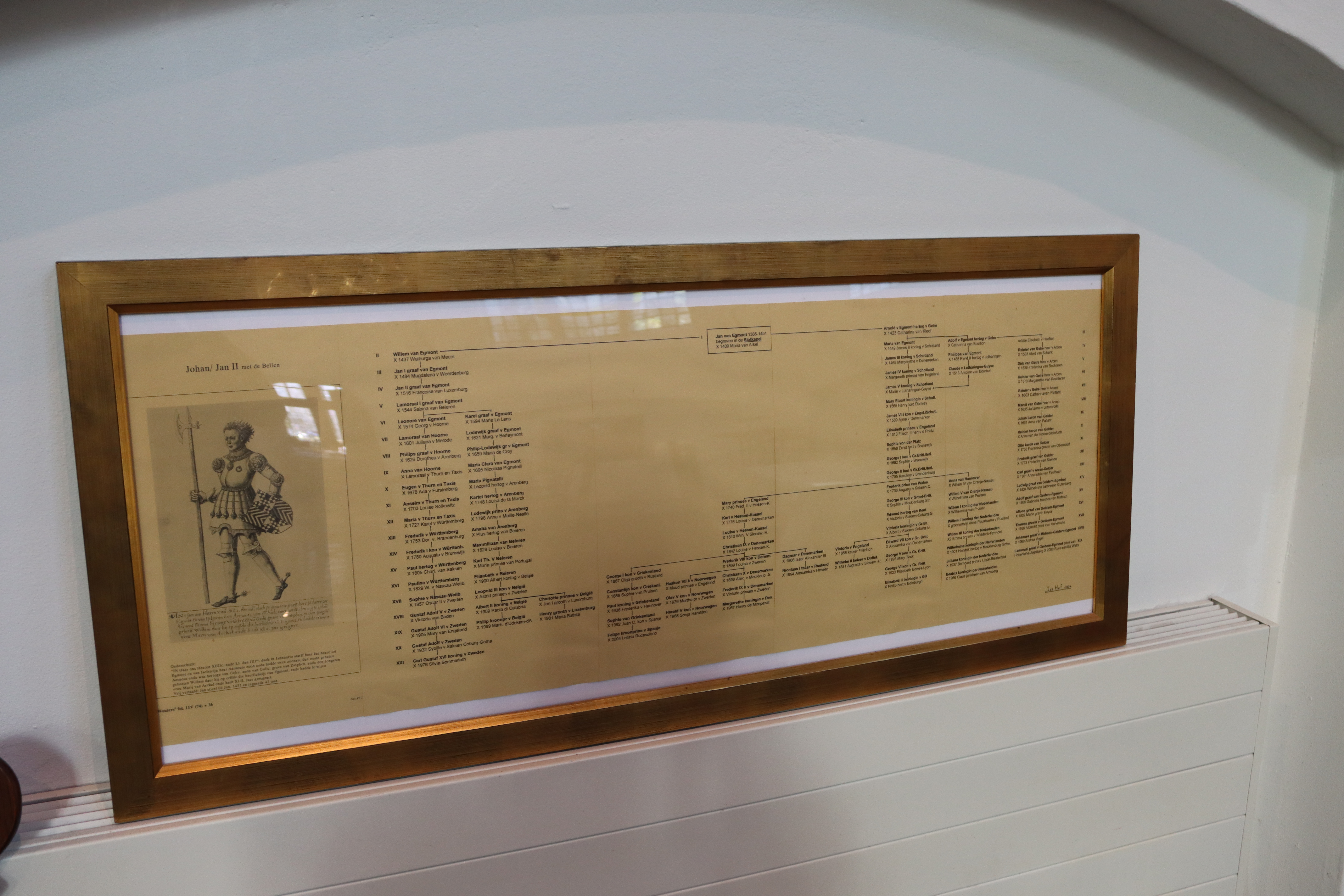
Verwantschap tussen Huis Egmont en de Europese koningshuizen

De heerlijkheid Odijk kwam in het bezit van Maximiliaan van Egmont door zijn huwelijk met Francisca van Lannoy. Via hun dochter Anna van Egmont kwam het in bezit van de Oranjes.

### Heerlijkheid Schoonderwoerd
Deze heerlijkheid kwam voort uit het bezit van het huis van Arkel. In  1409 huwde Jan II van Egmont de dochter van Jan V van Arkel, Maria van Arkel. Toen Jan V in 1428 overleed liet hij de Arkelse bezittingen na aan zijn dochter.

### Ambachtsheerlijkheid Haastrecht
Deze kwam in 1428 in het bezit van het huis Egmont uit de erfenis van Jan V van Arkel.

### Heerlijkheid Hagestein
Deze kwam in 1428 in het bezit van het huis Egmont uit de erfenis van Jan V van Arkel.

### Heerlijkheid Ackoy
Floris van Egmont kocht in 1513 de heerlijkheid Ackoy van Joost van Kruininge. Die bleef in het bezit van het huis Egmont tot de dood van Maximiliaan van Buren. Hierna ging de heerlijkheid via de erfenis van Anna van Buren over naar het huis Oranje.

### Heerlijkheid Mechelen
Via de erfenis van Jan V van Arkel konden de Egmonts aanspraak maken op de heerlijkheid Mechelen. Willem IV van Egmont, die in 1444 van zijn broer de rechten op de heerlijkheid Mechelen had gekregen, moest deze in 1459, nadat er een twist was ontstaan over de rechtmatigheid van het bezit, overlaten aan de maarschalk van Brabant, Jan heer van Wesemael, die Mechelen bij zijn dood (1462) aan Karel de Stoute naliet.

### Heerlijkheid Warmenhuizen en Harenkarspel
Voor 1258 ruilde Willem II van Egmont de ambachtsheerlijkheden Oudkarspel Oudorp, Oterleek, Spanbroek, Wadway met Floris de Voogd voor de heerlijkheid Warmenhuizen en Harenkarspel. Warmenhuizen en Harenkarspel bleef een leen van het huis Egmont tot de dood van Lamoraal I in 1568.

### Heerlijkheid Oudkarspel
De heerlijkheid Oudkarspel werd door Jacoba van Beieren geschonken aan Jan met de Bellen. Hij verkreeg daar de hoge en lage jurisdictie, de tienden groot en smal, vis- en vogelrechten, het pluimgraafschap en alle andere inkomsten te water zowel als te land, die de graaf van Holland daar bezat, en bovendien nog acht blokken buitenlandse tienden en eigendom van de Schaapskuilmeer en alle andere leenroerige goederen aldaar tot een onversterflijk erfleen. Het is in bezit gebleven van het huis Egmont totdat de Staten van Holland het in bezit namen.

### Heerlijkheid Fiennes
De heerlijkheid Fiennes kwam in 1530 in het bezit van het huis Egmont via de erfenis van Francisca van Luxemburg van haar broer samen met de heerlijkheden Auxy, Armentiers en Lahamaide.

### Heerlijkheid Auxy
De heerlijkheid Auxy kwam in 1530 in het bezit van het huis Egmont via de erfenis van Francisca van Luxemburg van haar broer samen met de heerlijkheden Fiennes, Armentiers en Lahamaide.

### Heerlijkheid Armentières
De heerlijkheid Armentières (Armentiers) kwam in 1530 in het bezit van het huis Egmont via de erfenis van Francisca van Luxemburg van haar broer samen met de heerlijkheden Fiennes, Auxy en Lahamaide.

### Heerlijkheid Lahamaide
De heerlijkheid Lahamaide kwam in 1530 in het bezit van het huis Egmont via de erfenis van Francisca van Luxemburg van haar broer samen met de heerlijkheden Fiennes, Auxy en Armentiers.

### Heerlijkheid Hoog- en Aartswoud(e)
In 1493 kocht Jan III van Egmont de heerlijkheid Hoog- en Aartswoud(e) van Willem van Hoogwoud, kleinzoon van Eduard van Holland. Ze bleef in het bezit van het huis Egmont totdat het in 1568 verbeurdverklaard werd.

### Heerlijkheid Zottegem
De heerlijkheid Zottegem omvatte Erwetegem, Godveerdegem, Grotenberge, Michelbeke, Roborst, Sint-Goriks-Oudenhove, Sint-Maria-Oudenhove, Strijpen, Velzeke en Wijnhuize. Het huis Egmont kwam in 1530 in het bezit van de titel 'heer van Zottegem' via de erfenis van Francisca van Luxemburg van haar broer Jacobus III van Luxemburg-Fiennes.

### Heerlijkheid Dondes
De  heerlijkheid Dondes kwam in 1530 in het bezit van het huis Egmont via de erfenis van Francisca van Luxemburg van haar broer samen met de heerlijkheden Lahamaide, Fiennes, Auxy en Armentiers.

## Heraldiek
| Wapen | Blazoen |
| ----- | --- |
|       | Wapen van het huis Egmont Van goud beladen met 6 kepers van keel. |
|       | Wapen van Marie van Egmont, glasraam uit het klooster van de Abdij Ter Kameren, Elsene (België) |
|       | Willem II van Egmont (26 januari 1412 - 19 januari 1483), heer van Egmont en van IJsselstein, stadhouder van Gelre, ridder in de orde van het Gulden Vlies Gevierendeeld: I en IV: Van goud beladen met 6 kepers van keel (Egmond), II en III: Van zilver beladen met 2 gebretesseerde en contragebretesseerde fasces van keel (Arkel). Op dit alles het wapen van Gelre, dat gedeeld is: I in azuur een omgewende, dubbelstaartige leeuw van goud, gekroond van hetzelfde en getongd en genageld van keel; II in goud een leeuw van sabel, getongd en genageld van keel. |
|       | Jan III van Egmont (1438 - 1516), heer van Baer, graaf van Egmont, stadhouder van Holland, ridder in de orde van het Gulden Vlies Gevierendeeld: I en IV van Egmond, II van Baer, III van Arkel. Op dit alles, gedeeld het wapen van Gelre en Gulik, de leeuwen kijken elkaar aan. |
|       | Adolf van Egmont, genoemd de Jonge (1438 - 1477), graaf van Gelre, graaf van Zutphen Gedeeld : I in azuur een omgewende, dubbelstaartige leeuw van goud, gekroond van hetzelfde en getongd en genageld van keel; II in goud een leeuw van sabel, getongd en genageld van keel. Over dit alles een Barensteel van zilver. |
|       | Floris van Egmont (v.1470 - 1539), graaf van Buren, ridder in de orde van het Gulden Vlies, Gevierendeeld: I en IV van Egmond, II en III van Buren. Op dit alles het wapen van IJsselstein. |
|       | Lamoraal, graaf van Egmont (1522 - 1568), prins van Gavere en van Steenhuisen, ridder in de orde van het Gulden Vlies. Gevierendeeld: I en IV gedeeld van Egmond en Arkel, II en III gedeeld van Gelre en Gulik. Op dit alles, gedeeld van Luxemburg en les Baux. |

## Trivia
In Huys Egmont in Egmond aan den Hoef wordt de geschiedenis belicht van het huis Egmont. In 2018 werd in Huys Egmont de tentoonstelling ‘De Heeren van Egmont en het Vechtvolk’ gehouden, met foto's van fotograaf Ab Baart (inwoners van de Egmonden uitgedost als leden van het huis Egmont).